# Nağaybäk

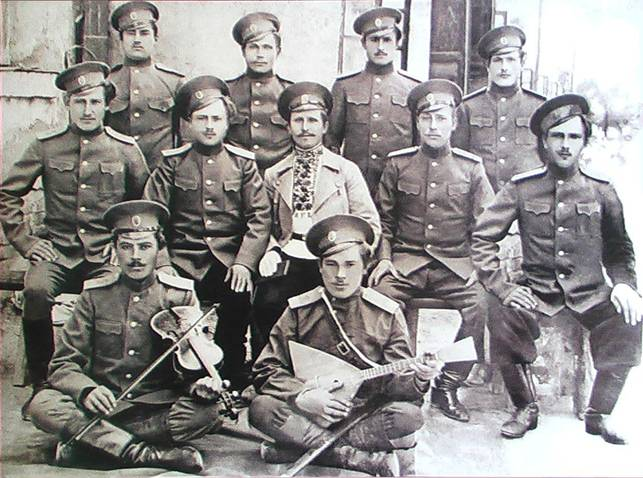
Cazaci nağaybäklär din satul Parij, cca 1900

Nağaybäk (plural Nağaybäklär; în limba rusă: Нагайбаки) este un grup etnoconfesional din Rusia. Ei sunt considerați uneori unul dintre popoarele indigene din Rusia. Limba etnicilor nağaybäklär este un subdialect al limbii tătare. În vreme ce unii dintre nağaybäklär se identificau ca un grup etnic separat, triburile vecine, inclusiv tătarii, îi considerau tătari. 
Originile nağaybäklär sunt neclare. Dacă unele teorii îi consideră pe nağaybäklär doar o ramură etnică a nogailor, altele îi consideră fino-ugrici tătarizați, care asigurau apărarea frontierelor Hanatului Kazanului. Teoria cea mai populară în Tatarstan este că ei erau „tătari-ordonanțe” din Hanatul Kazanului, creștinați cu forța în timpul domniei lui Ivan cel Groaznic și colonizați ca apărători ai granița dintre bașkiri, ale căror teritorii erau deja cucerite de ruși în acea vreme, și teritoriile hazarilor nomazi. 
Nağaybäklär au adoptat numeroase tradiții căzăcești și de aceea sunt numiți uneori „cazaci tătari”. Dacă portul popular al femeilor nağaybäklär este similar cu cel al tătăroaicelor creștine din Tatarstan, portul bărbătesc conține numeroase elemente ale uniformei căzăcești. Nağaybäklär țineau de Armata cazacilor din Orenburg. 

Cavaleria nağaybäk a participat la Războaiele Napoleoniene și la ocuparea Parisului. În onoarea acestui eveniment, la reîntoarcerea în patrie, veteranii nağaybäklär au fondat satul „Parij”, (după pronunția în rusă a numelui capitalei franceze, Paris - Париж). În 1842, nağaybäklär au fondat satul „Ferșampenuaz” (Фершампенуаз) în onoarea victoriei din bătălia de la La Fère-Champenoise.
Cei mai mulți nağaybäk trăiesc în zilele noastre în  raioanele Nagaibakski și Cebarkulski din Regiunea Celiabinsk. În conformitate cu datele recensământului din 2002, 9.600 de persoane s-au declarat de etnie nağaybäk. În 1926 erau 11.299  nağaybäklär. Majoritatea nağaybäklär  sunt de religie ortodoxă. 
.